# Six-mâts

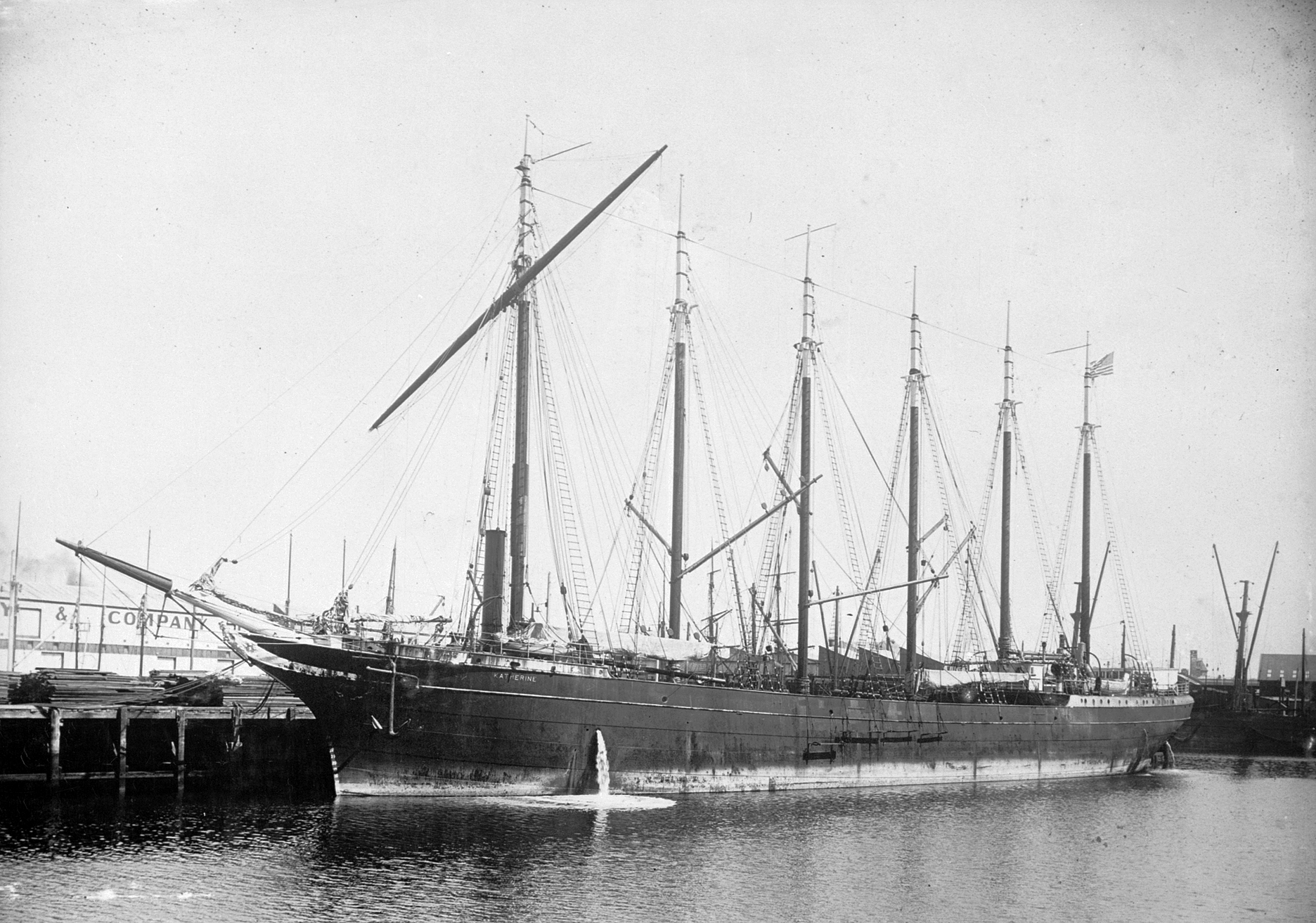
Katherine, ancien quatre-mâts, refait en 1919

Un six-mâts (six-masted ship ou six-mast ship en anglais) est un navire à voiles doté de six mâts. Tous sont des goélettes à six mâts construits entre 1900 et 1943. Aucun navire de ce type n'existe encore de nos jours. 

## Contexte et historique
De 1900 et 1909, seule une série de goélettes à six mâts est réalisée, pour le transport du charbon sur la côte Atlantique des États-Unis . Les équipages réduits de ces embarcations répondaient aux coûts d'exploitation de l'époque. En raison de leur très grande surface de voilure, ils étaient difficiles et dangereux à manœuvrer. Leur durée de vie fut courte et quelques catastrophes furent à déplorer. 
L'arrivée des six mâts a coïncidé avec l'essor des navires de commerce à moteur et témoigne du dernier élan de la marine marchande à voile, pour tenter de rivaliser, en augmentant vitesse et charge des voiliers. Mais ce dernier effort n'a pas suffi. Les bateaux de commerce à voile ont disparu durant la première moitié du XXe siècle.

## Liste exhaustive des six-mâts

### Navires construits avec six mâts
Dix goélettes à six mâts sont construites entre 1900 et 1909 : 
- George W. Wells (1900), échouement à l'île d'Ocracoke, Caroline du Nord le 13 septembre 1913,
- Eleanor A. Percy (1900), naufrage au large de l'Irlande le 25 décembre 1919,
- Addie M. Lawrence (1902),
- William L. Douglas (1903), le seul à coque acier,
- Ruth E. Merrill (1904),
- Alice M. Lauwrence (1906),
- Mertie. B. Crowley (1907),
- Edward B. Winslow (1908),
- Edward J. Lawrence (1908),
- Wyoming (1909), naufrage en 1924 au large du Massachussets.

### Navires reconfigurés
De nombreux navires ont été reconfigurés en six-mâts :
- Navahoe, reconfiguré en 1908,
- Dovrefjeld, ex ps Rhode Island, reconfiguré en 1917,
- Katherine, ex quatre-mâts barque County of Linlithgow (1887), reconfiguré en 1919,
- Oregon Fir, ex steamer, reconfiguré en 1920,
- Oregon Pine, ex steamer, reconfiguré en 1920,
- Fort Laramie, ex steamer North Bend, OR, reconfiguré en 1920,
- Ciudad Rodrigo, ex quatre-mâts barque Star of Scotland ex Kenilworth (1887), reconfiguré en 1941,
- Cidade do Porto (1904), ex Tango (1904), ex Mary Dollar, ex quatre-mâts barque Hans, reconfiguré en 1941,
- Daylight (1901), ex quatre-mâts barque, reconfiguré en 1943.